# Мессіна (футбольний клуб)
«Мессіна» (італ. Associazioni Calcio Riunite Messina 1947) — футбольний клуб з Італії, базується в однойменному місті на острові Сицилія. Клуб був утворений в 1900 року, і зараз грає в третьому італійському дивізіоні, що має назву Лега Про. Кольори команди червоний та жовтий, стадіон Сан-Філіппо налічує 43000 посадочних місць.
Всього клуб провів 10 сезонів у найвищому дивізіоні, восстаннє грав у серії А в сезоні 2006/07.

## Відомі футболісти, які виступали за «Мессіну»
- Златан Муслимович
- Дімітріос Елефтеропулос
- Рахман Резаї
- Амаурі
- Нікола Аморузо
- Гаетано Д'Агостіно
- Массімо Донаті
- Марко Матерацці
- Ігор Протті
- Сальваторе Скілаччі
- Джузеппе Скуллі
- Марко Сторарі
- Ацусі Янагісава